# 26-я гвардейская танковая бригада
26-я  гвардейская танковая Ельнинская Краснознамённая орденов Суворова бригада — танковая бригада Красной армии в годы Великой Отечественной войны.
Сокращённое наименование — 26 гв. тбр.

## Формирование и организация
26-я гвардейская танковая бригада преобразована из 130-й танковой бригады на основании Приказа НКО № 412 от 26.12.1942 г. и Директивы ГШ КА № 36109 от 10.01.1943 г.
24 июля 1945 г. переформирована в 26-й гв. танковый полк (в/ч № 31610) 2-й гв. танковой дивизии.

## Боевой и численный состав
26 декабря 1942 г. преобразована в гвардейскую по штатам №№ 010/270-010/277 от 31.07.1942:
- Управление бригады [штат № 010/270]
- 1-й отд. танковый батальон [штат № 010/271]
- 2-й отд. танковый батальон [штат № 010/272]
- Мотострелково-пулеметный батальон [штат № 010/273]
- Истребительно-противотанковая батарея [штат № 010/274]
- Рота управления [штат № 010/275]
- Рота технического обеспечения [штат № 010/276]
- Медико-санитарный взвод [штат № 010/277]
- Рота противотанковых ружей (штату № 010/375), включена позднее
- Зенитно-пулеметная рота (штат № 010/451), включена позднее

Директивой ГШ КА № орг/3/2386 от 01.05.1944 г. переведена на штаты №№ 010/500-010/506:
- Управление бригады [штат № 010/500]
- 1-й отд. танковый батальон [штат № 010/501]
- 2-й отд. танковый батальон [штат № 010/501]
- 3-й отд. танковый батальон [штат № 010/501]
- Моторизованный батальон автоматчиков [штат № 010/502]
- Зенитно-пулеметная рота [штат № 010/503]
- Рота управления [штат № 010/504]
- Рота технического обеспечения [штат № 010/505]
- Медсанвзвод [штат № 010/506]

## Подчинение
Периоды вхождения в состав Действующей армии:
- с 26.12.1942 по 24.07.1943 года.
- с 15.08.1943 по 24.04.1944 года.
- с 16.06.1944 по 09.05.1945 года.

| Дата            | Фронт (округ)         | Армия                  | Корпус                          | Дивизия | Бригада | Примечания |
| --------------- | --------------------- | ---------------------- | ------------------------------- | ------- | ------- | ---------- |
| 01.01.1943 года | Юго-Западный фронт    |                        |                                 |         |         |            |
| 01.02.1943 года | Юго-Западный фронт    | 3-я гвардейская армия  |                                 |         |         |            |
| 01.03.1943 года | Юго-Западный фронт    |                        | 2-й гвардейский танковый корпус |         |         |            |
| 01.04.1943 года | Воронежский фронт     |                        | 2-й гвардейский танковый корпус |         |         |            |
| 01.05.1943 года | Воронежский фронт     |                        | 2-й гвардейский танковый корпус |         |         |            |
| 01.06.1943 года | Воронежский фронт     |                        | 2-й гвардейский танковый корпус |         |         |            |
| 01.07.1943 года | Воронежский фронт     |                        | 2-й гвардейский танковый корпус |         |         |            |
| 01.08.1943 года | РВГК                  |                        | 2-й гвардейский танковый корпус |         |         |            |
| 01.09.1943 года | Западный фронт        | 21-я армия             | 2-й гвардейский танковый корпус |         |         |            |
| 01.10.1943 года | Западный фронт        | 21-я армия             | 2-й гвардейский танковый корпус |         |         |            |
| 01.11.1943 года | Западный фронт        | 31-я армия             | 2-й гвардейский танковый корпус |         |         |            |
| 01.12.1943 года | Западный фронт        | 10-я гвардейская армия | 2-й гвардейский танковый корпус |         |         |            |
| 01.01.1944 года | Западный фронт        |                        | 2-й гвардейский танковый корпус |         |         |            |
| 01.02.1944 года | Западный фронт        |                        | 2-й гвардейский танковый корпус |         |         |            |
| 01.03.1944 года | Западный фронт        | 33-я армия             | 2-й гвардейский танковый корпус |         |         |            |
| 01.04.1944 года | Западный фронт        | 33-я армия             | 2-й гвардейский танковый корпус |         |         |            |
| 01.05.1944 года | РВГК                  |                        | 2-й гвардейский танковый корпус |         |         |            |
| 01.06.1944 года | РВГК                  |                        | 2-й гвардейский танковый корпус |         |         |            |
| 01.07.1944 года | 3-й Белорусский фронт | 11-я гвардейская армия | 2-й гвардейский танковый корпус |         |         |            |
| 01.08.1944 года | 3-й Белорусский фронт |                        | 2-й гвардейский танковый корпус |         |         |            |
| 01.09.1944 года | 3-й Белорусский фронт |                        | 2-й гвардейский танковый корпус |         |         |            |
| 01.10.1944 года | 3-й Белорусский фронт |                        | 2-й гвардейский танковый корпус |         |         |            |
| 01.11.1944 года | 3-й Белорусский фронт |                        | 2-й гвардейский танковый корпус |         |         |            |
| 01.12.1944 года | 3-й Белорусский фронт |                        | 2-й гвардейский танковый корпус |         |         |            |
| 01.01.1945 года | 3-й Белорусский фронт |                        | 2-й гвардейский танковый корпус |         |         |            |
| 01.02.1945 года | 3-й Белорусский фронт |                        | 2-й гвардейский танковый корпус |         |         |            |
| 01.03.1945 года | 3-й Белорусский фронт |                        | 2-й гвардейский танковый корпус |         |         |            |
| 01.04.1945 года | 3-й Белорусский фронт |                        | 2-й гвардейский танковый корпус |         |         |            |
| 01.05.1945 года | 3-й Белорусский фронт |                        | 2-й гвардейский танковый корпус |         |         |            |

## Командиры

### Командиры бригады
- Нестеров Степан Кузьмич, подполковник, с 11.01.1943 полковник, ид, 26.12.1942 - 17.02.1943 года.
- Нестеров Степан Кузьмич, подполковник, 17.02.1943 - 23.09.1944 года.[1]
- Бурмистров Николай Павлович, подполковник, ид, 25.09.1944 - 17.10.1944 года.
- Шанин Виктор Кузьмич, подполковник (16.01.1945 тяжело ранен), ид, 17.10.1944 - 16.01.1945 года.[2]
- Петушков Александр Николаевич, полковник, врио, 16.01.1945 - 00.06.1945 года.

### Заместитель командира бригады по строевой части
- Тимофеев Иван Филимонович, подполковник, на 01.07.1944 года.[3]
- Петушков Александр Николаевич, полковник. 16.01.1945 года.

### Начальники штаба бригады
- Шанин Виктор Кузьмич, майор, с 01.06.1943 подполковник, 26.12.1943 - 03.04.1943 года.
- Раков Сергей Афанаьевич, подполковник, 18.04.1943 - 10.06.1945 года.[4]

### Начальник политотдела, заместитель командира по политической части
- Левит Моисей Гильевич, подполковник, 26.12.1942 - 16.06.1943 года.
- Калитенко Григорий Павлович, подполковник, 16.06.1943 - 09.08.1943 года.[5]
- Гетман Афанасий Георгиевич, подполковник, с 07.02.1944 полковник, 09.08.1943 - 03.08.1945 года.[6]

## Тактические обозначения
Во 2-м гвардейском танковом корпусе тактическим знаком соединения являлась стрела с буквой кириллического алфавита над ней. Буква обозначала номер бригады: Л — 4-я гв. тбр, Б — 25-я гв. тбр, И — 26-я гв. тбр. Под «стрелой» наносили персональный тактический номер танка (Т-34-85 — «236»). С цифры «100» начинались номера танков 4-й гв. тбр, с цифры «200» — 25-й гв. тбр, с цифры «300» — 26 гв. тбр, хотя последнее правило не всегда соблюдалось.

## Отличившиеся воины
Герои Советского Союза:
| Награда | Ф.И.О                          | Должность                                                                          | Звание                    | Дата награждения                                                                           | Примечания                            |
| ------- | ------------------------------ | ---------------------------------------------------------------------------------- | ------------------------- | ------------------------------------------------------------------------------------------ | ------------------------------------- |
|         | Волков, Александр Павлович     | командир взвода автоматчиков 26-й гвардейской танковой бригады.                    | гвардии лейтенант         | Указ Президиума Верховного Совета СССР от 24.03.1945 года. Медаль «Золотая Звезда» № 5941. |                                       |
|         | Малахов, Юрий Николаевич       | командир взвода танков 2-го танкового батальона 26-й гвардейской танковой бригады. | гвардии младший лейтенант | Указ Президиума Верховного Совета СССР от 24.03.1945 года.                                 | Погиб в бою 21 октября 1944 года      |
|         | Нестеров, Степан Кузьмич       | командир 26-й гвардейской танковой бригады, заместитель командира корпуса.         | гвардии полковник         | Указ Президиума Верховного Совета СССР от 19.04.1945 года.                                 | Погиб в бою 20 октября 1944 года      |
|         | Октябрьская, Мария Васильевна  | механик водитель танка 2-го танкового батальона 26-й гвардейской танковой бригады. | гвардии сержант           | Указ Президиума Верховного Совета СССР от 2.08.1944 года.                                  | Скончалась от ран 15 марта 1944 года  |
|         | Ольшевский, Николай Михайлович | командир танка 3-го танкового батальона 26-й гвардейской танковой бригады.         | гвардии младший лейтенант | Указ Президиума Верховного Совета СССР от 24.03.1945 года.                                 | Скончался от ран 22 августа 1944 года |
|         | Рябов, Александр Александрович | автоматчик моторизованного батальона 26-й гвардейской танковой бригады.            | гвардии красноармеец      | Указ Президиума Верховного Совета СССР от 24.03.1945 года.                                 |                                       |
|         | Яковлев, Александр Алексеевич  | командир танковой роты 1-го танкового батальона 26-й гвардейской танковой бригады  | гвардии старший лейтенант | Указ Президиума Верховного Совета СССР от 24.03.1945 года.                                 |                                       |

## Награды и наименования
| Награда, наименование              | Документ о награждении                | За что получена |
| ---------------------------------- | ------------------------------------- | --- |
| Почётное звание «Гвардейская»      |                                       | Присвоено Приказом Народного комиссара обороны СССР за проявленную отвагу в боях за Отечество с немецкими захватчиками, за стойкость, мужество, дисциплину и организованность, за героизм личного состава.                               |
| Орден Красного Знамени             | Приказом от 23.07.1944 года.          | За успешное выполнение заданий командования в боях с немецкими захватчиками, за овладение столицей Советской Белоруссии городом Минск и проявленные при этом доблесть и мужество.                                                        |
| Почётное наименование «Ельнинская» | Приказом ВГК от 31.08.1943            | Присвоено Приказом Народного комиссара обороны СССР за проявленную отвагу в боях за Отечество с немецкими захватчиками, за стойкость, мужество, дисциплину и организованность, за героизм личного состава при освобождении города Ельня. |
| Орден Суворова II степени          | Указ Президиума ВС СССР от 12.08.1944 | За образцовое выполнение заданий командования в боях с немецкими захватчиками, за прорыв обороны немцев на реке Неман и проявленные при этом доблесть и мужество                                                                         |